# Верхний Жирим
Ве́рхний Жири́м — село в Тарбагатайском районе Бурятии. Административный центр сельского поселения «Верхнежиримское».

## География
Расположено вдоль левого берега реки Жиримки (правый приток Селенги) при впадении речки Кондрашиха, в 27 км к юго-западу от районного центра, села Тарбагатай, на региональной автодороге 03К-006 Улан-Удэ — Николаевский — Тарбагатай — Окино-Ключи.

## История
До 1883 года называлось Шариха или Шарихинское, по имени местных старожилов Шариных. После поселения сюда старообрядцев-семейских село переименовано в Жиримское.

## Известные уроженцы
Епископ Софроний (Китаев) (р. 29 ноября 1978) — архиерей Русской Православной Церкви на покое, бывший епископ Губкинский и Грайворонский.

## Население
| 2002 | 2010 |
| ---- | ---- |
| 1002 | ↘964 |

## Инфраструктура
Администрация сельского поселения, средняя общеобразовательная школа, врачебная амбулатория, Дом культуры, библиотека, ТОС «Возрождение», пожарная часть, индивидуальные предприятия, филиал Заудинского лесхоза, участок РЭС.